# Латрун

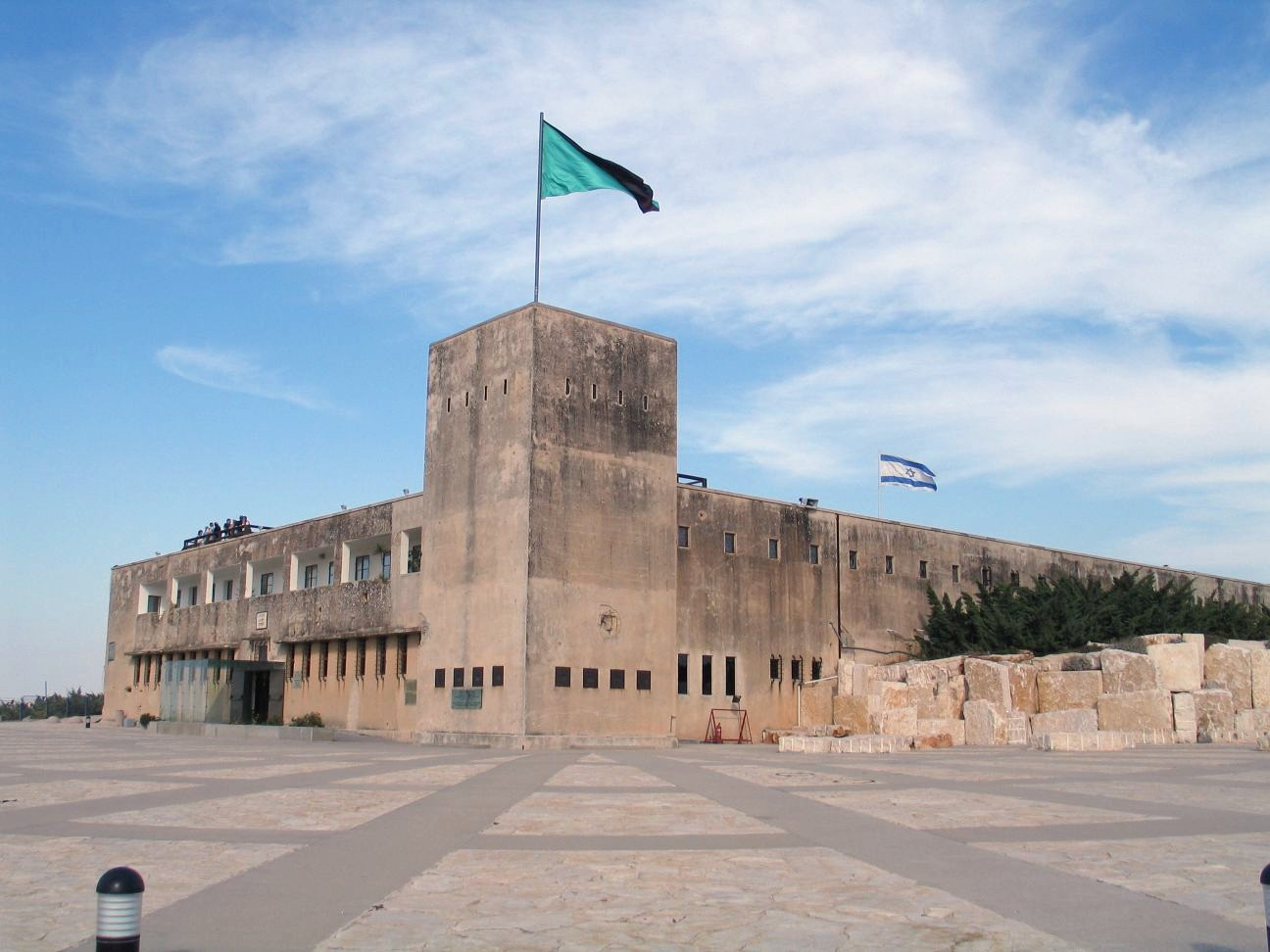
Колишня будівля поліції в Латруні. Тепер — частина музею Ізраїльських танкових військ

31°50′08″ пн. ш. 34°58′49″ сх. д. / 31.83556° пн. ш. 34.98028° сх. д.
Латру́н (івр. לטרון, Латру́н; араб. اللطرون, аль-Латру́н) — географічна область в Ізраїлі. За однією з версій, слово «Латрун» походить від фр. Le Toron des chevaliers — лицарська фортеця.
Латрун розташовано за 30 км на схід від Тель-Авіва на перетині шосе 3 і шосе 1. На пагорбах розташовано Латрунський монастир Богородиці, заснований 1890 року чернечим орденом траппістів мовчальників. На початку XIX століття, під час кампанії Наполеона, на Святу землю була привезена виноградна лоза. Її посадили на території Латрунського монастиря, і до цього дня обитель виготовляє вина з винограду, вирощуваного на монастирських виноградниках (з «Наполеонівської лози»).

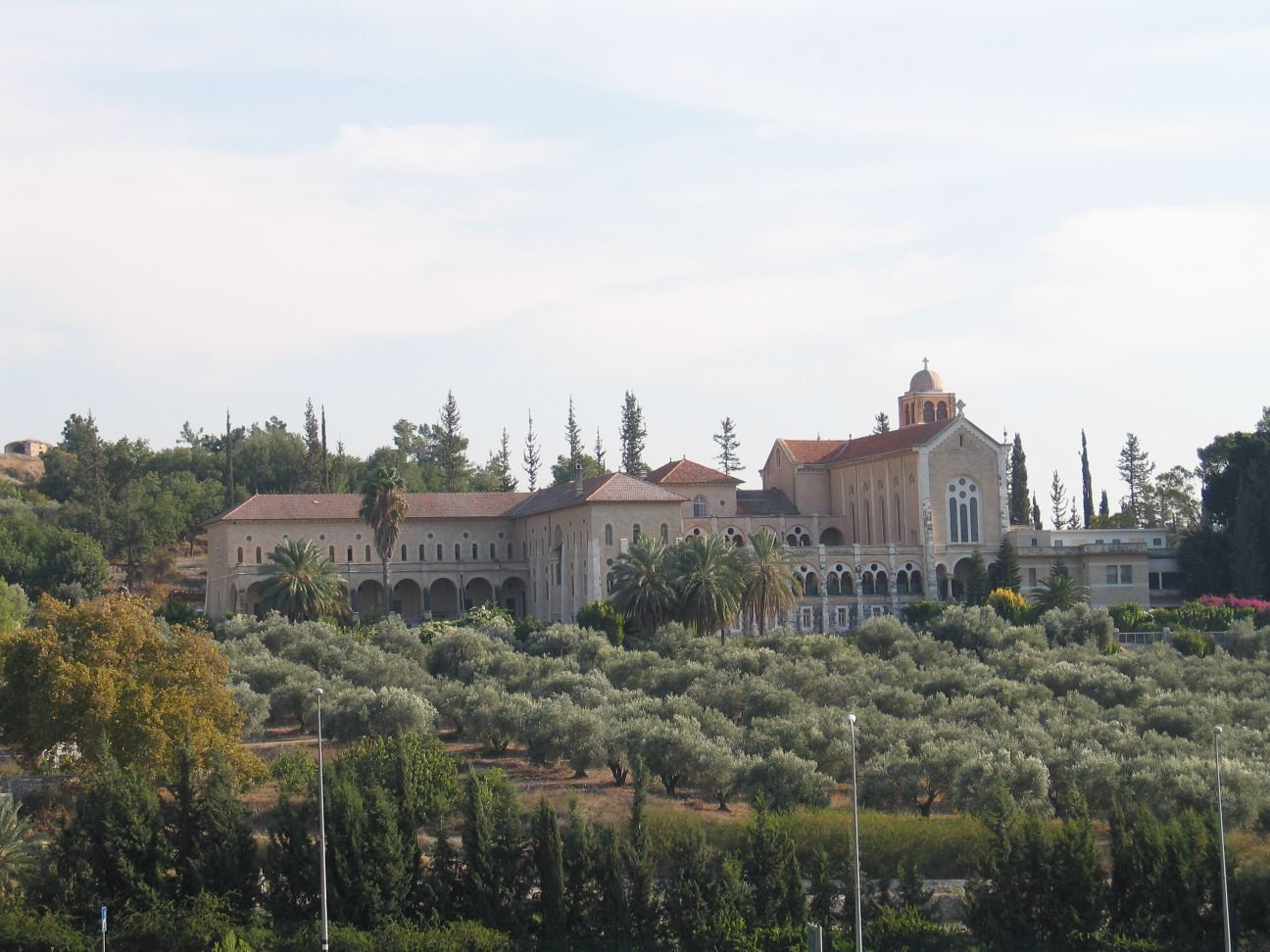
Монастир у Латруні

На орендованих монастирських землях у 1970-х роках засноване селище Неві Шалом-Уахат ас-Салам, де спільно проживають євреї та араби і яке було засноване з метою показати, що два народи можуть мирно уживатися разом.
У біблійні часи тут було село, з якого, за переказами, були родом розбійники, розіп'яті разом із Христом.
На вершині пагорба знаходяться руїни придорожньої фортеці хрестоносців, зруйнованої Саладіном. Від фортеці збереглися залишки валу й на захід від нього — залишки воріт. На північ від валу прямують три ряди фортечних приміщень. Частково ці приміщення використовували йорданські солдати як опорні пункти під час Шестиденної війни. Біля цього місця проходять траншеї та окопи, викопані йорданськими солдатами.
У Латруні також знаходиться музей Ізраїльських танкових військ, а також музей «Міні-Ізраїль», де всі головні визначні пам'ятки держави представлені в мініатюрі.